# Blinde bergerebia
De blinde bergerebia (Erebia pharte) is een vlinder uit de onderfamilie Satyrinae van de familie Nymphalidae, de vossen, parelmoervlinders en weerschijnvlinders.
De blinde bergerebia heeft een spanwijdte van 33 tot 36 millimeter. De soort dankt haar Nederlandse naam aan het ontbreken van oogvlekken.
De blinde bergerebia komt lokaal voor in de Alpen, de Tatra en de Karpaten. De vlinder vliegt op hoogtes van 1000 tot 2500 meter boven zeeniveau. De soort leeft op grasland met meestal hoge begroeiing en langs bosranden. Boven de boomgrens is er een voorkeur voor droge graslanden.
De soort vliegt in een jaarlijkse generatie in juli en augustus. De rupsen overwinteren tweemaal en verpoppen in mei. De waardplant van de blinde bergerebia zijn in droge plaatsen borstelgras (Nardus stricta), Festuca quadrifolia en genaald schapengras (F. ovina) en op meer vochtige plaatsen roodzwenkgras (Festuca rubra), Carex ferruginea en zeegroene zegge (C. flacca).